# Bitva u Ankary
Bitva u Ankary nebo Angory (osmanky آنقره محاربه‌سی, Anḳara Muḥârebesi) byl střet mezi vojsky osmanského sultána Bájezída I. a turko-mongolsko-íránského dobyvatele Tamerlána (Tímura), ke kterému došlo 20. července 1402 u Ankary.

Rozmístění armád před bitvou

V této bitvě došlo k jedné z největších porážek osmanských sil v historii. Tamerlán Turkům znemožnil přístup k pitné vodě, což výrazně snížilo bojeschopnost osmanské armády. Osmanskou říši navíc v bitvě zradili jejich vlastní turečtí a tatarští spojenci, když přeběhli na Tamerlánovu stranu.
Sultán Bájezíd byl zajat a v roce 1403 v zajetí zemřel. Osmanská říše se pomalu hroutila v důsledku bojů mezi čtyřmi Bájezídovými syny o moc a až po deseti letech neustálých bojů se začala opět sjednocovat. Vítězstvím Tamerlána se také oddálil zánik Byzantské říše.